# Paintsville
Paintsville är en småstad i östra Kentucky.
Paintsville, som är huvudort i Johnson County, hade 2010 omkring 3.500 invånare. Staden ligger i dalgången vid sammanflödet av Paint Creek och Levisa Fork med Big Sandy River i Appalachernas kolgruveområden, nära gränsen till West Virginia.

## Museer och byggnadsminnen
U.S. 23 Country Music Highway Museum, som öppnades 2005, behandlar countrymusikartister som är födda eller har levt längs U.S. Route 23 i östra Kentucky, bland andra Billy Ray Cyrus, The Judds, Tom T. Hall, Loretta Lynn, Rebecca Lynn Howard, Keith Whitley, Dwight Yoakam och Patty Loveless.
Mayo Mansion på 405 Third Street uppfördes för kolgruvemiljonären John C. C. Mayo (1864-1914) mellan 1905 och 1912. Det är idag ett byggnadsminne och används som Our Lady of the Mountains School.
Mayo Memorial United Methodist Church på Third Street är finansierad av John C. C. Mayo och uppförd av italienska murare. Den invigdes 1909 och upptogs i National Register of Historic Places 1989.

## Bildgalleri

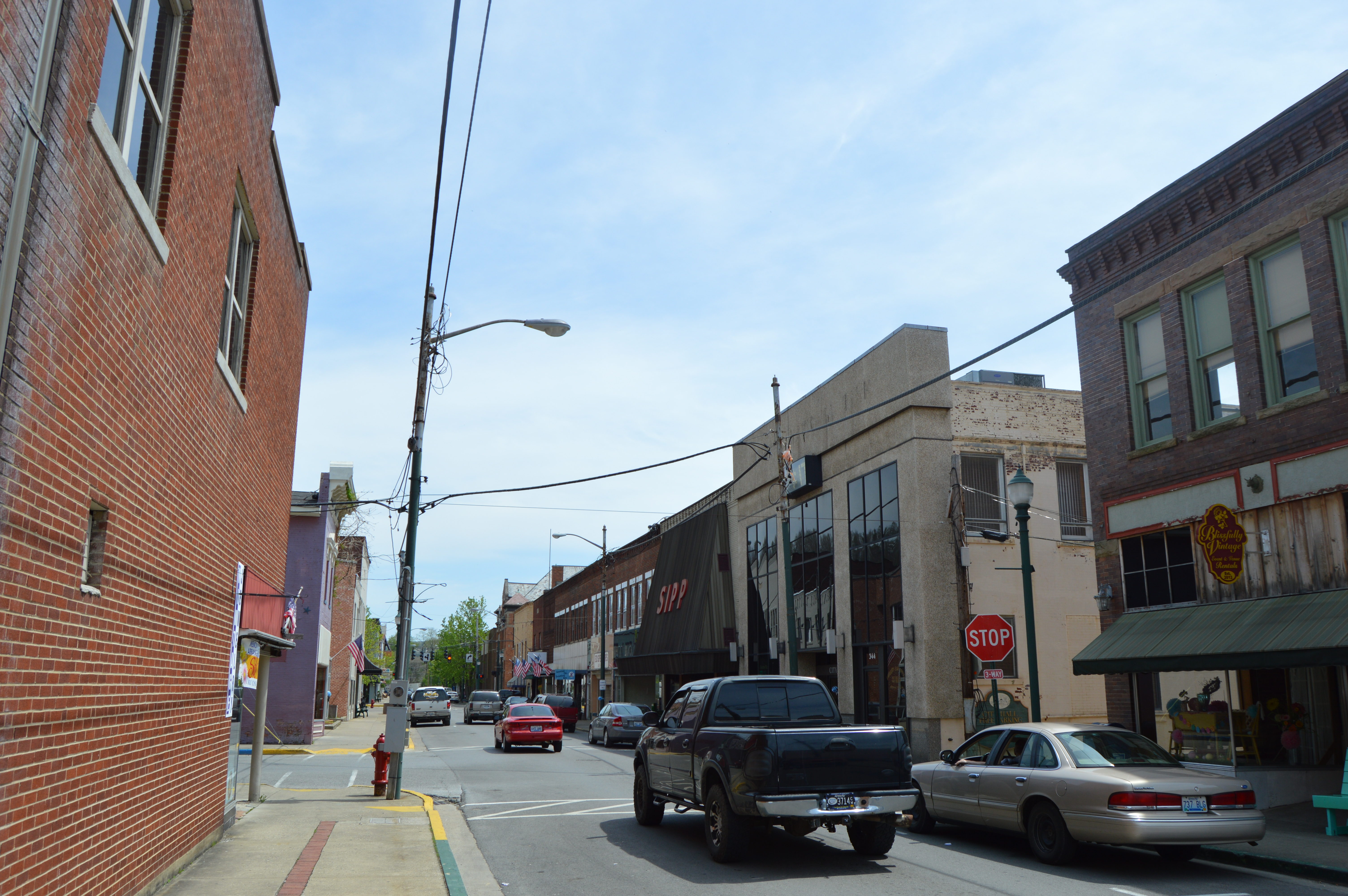
Hörnet Court Street/Main Street
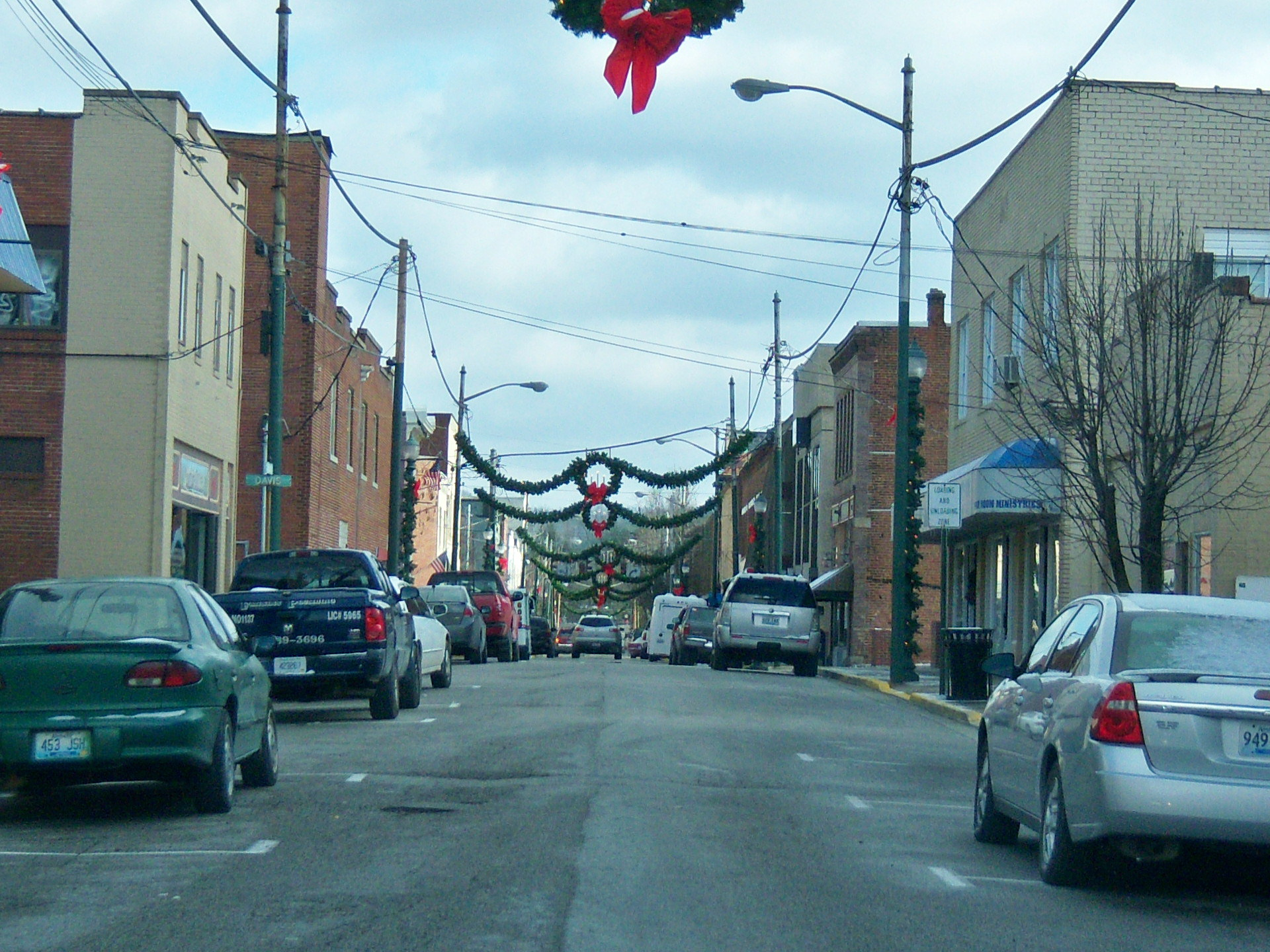
Affärsgata
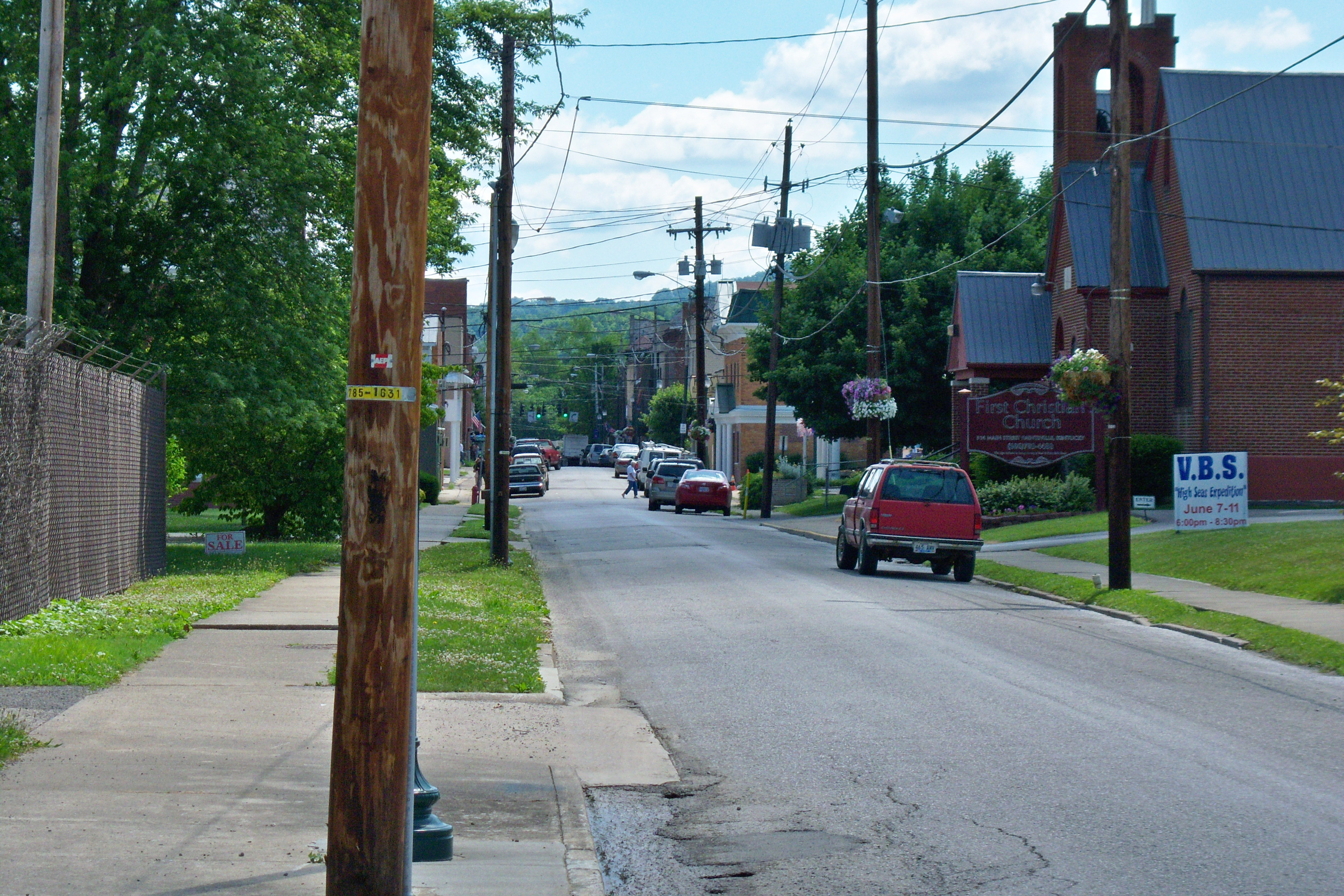
Main Street
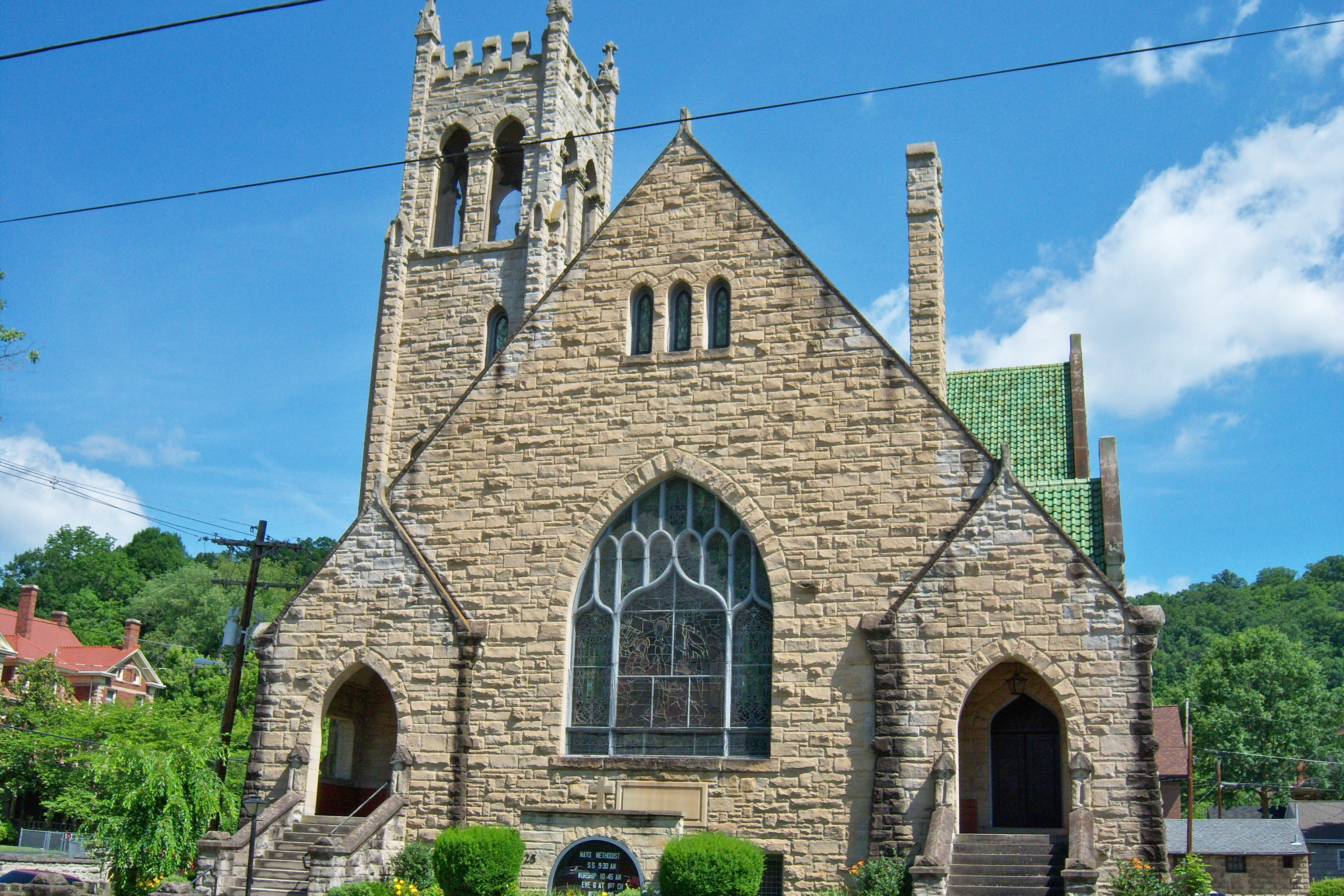
Mayo Memorial United Methodist Church
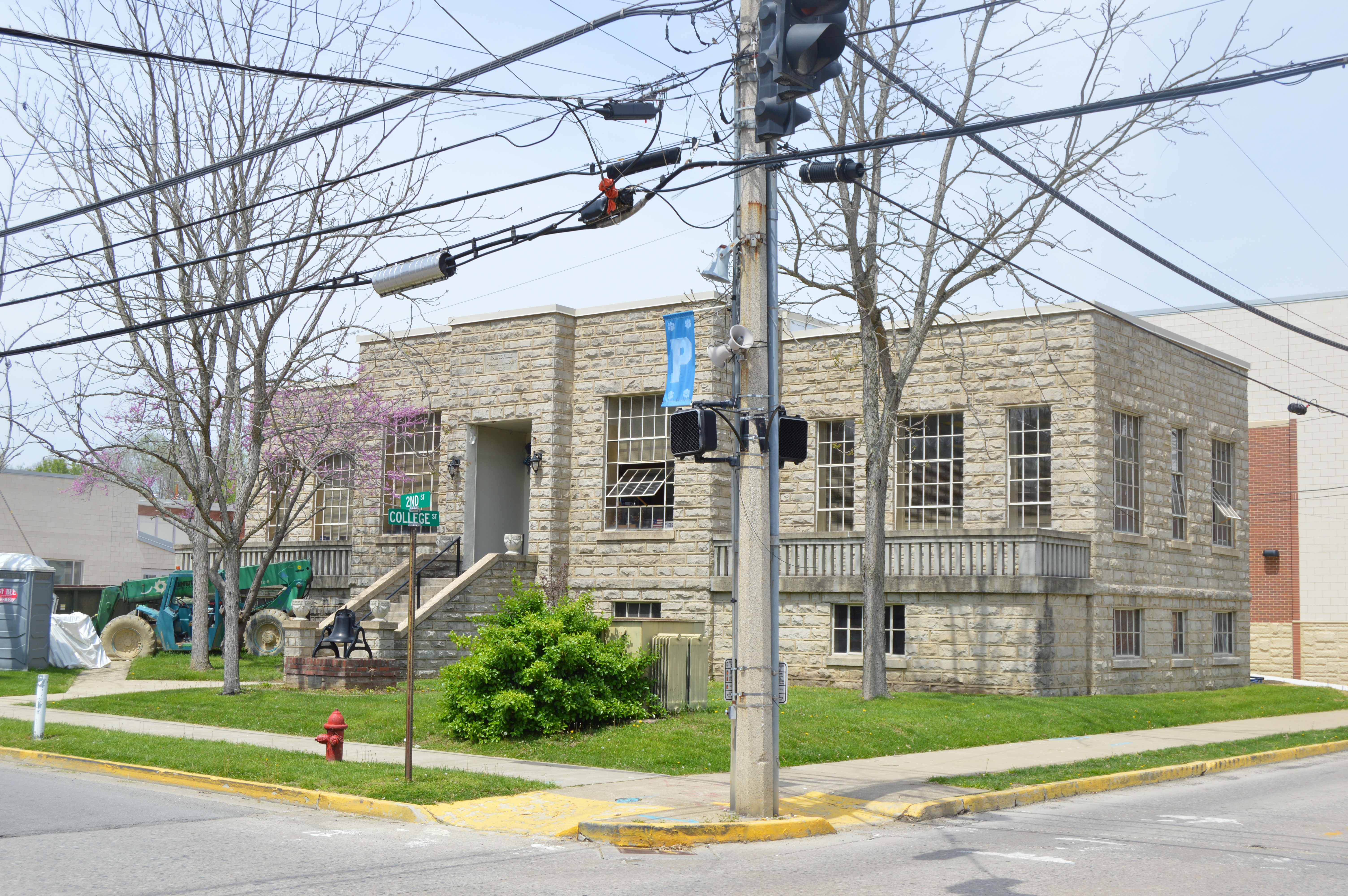
Public Library
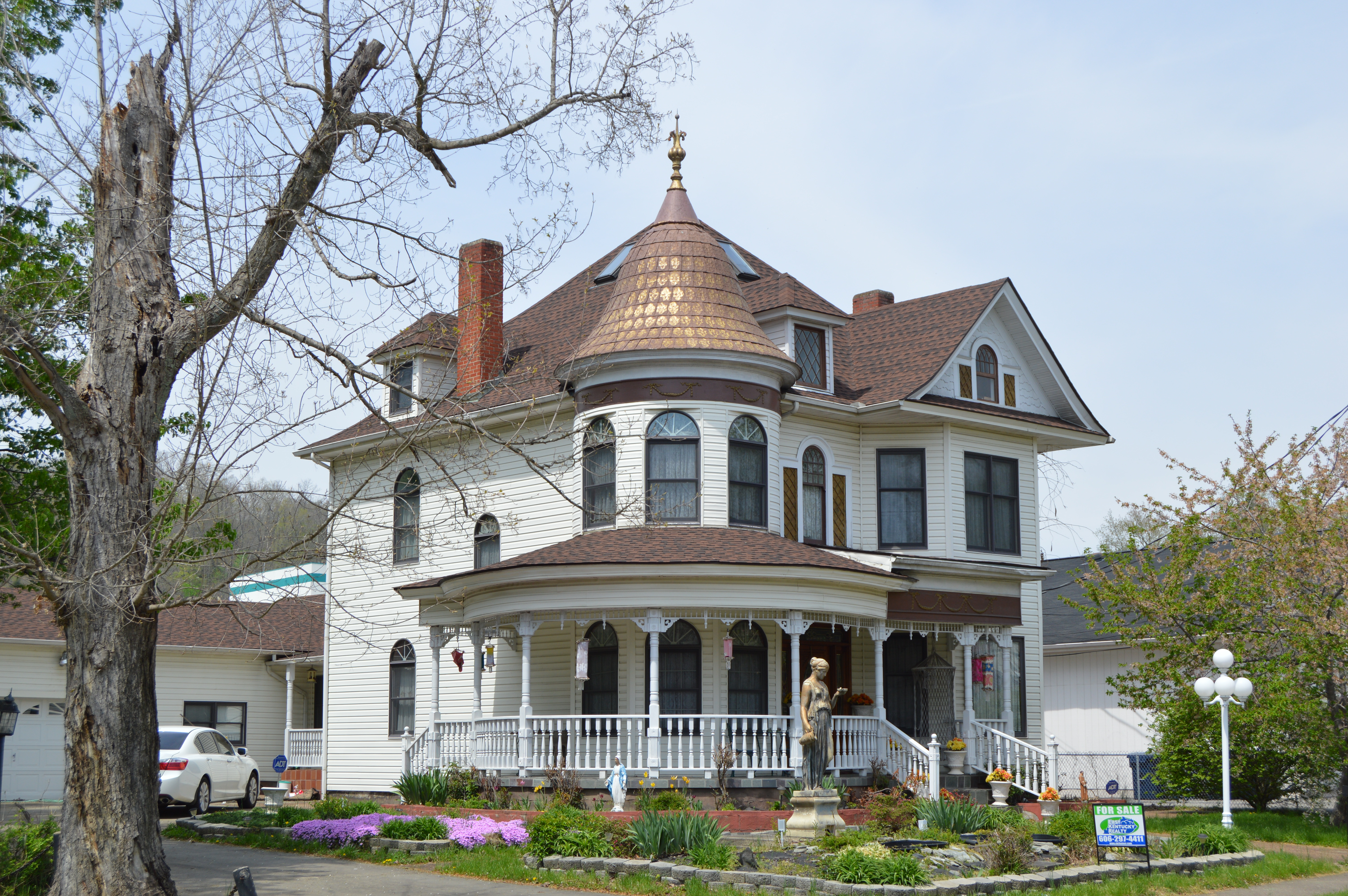
Patterson House
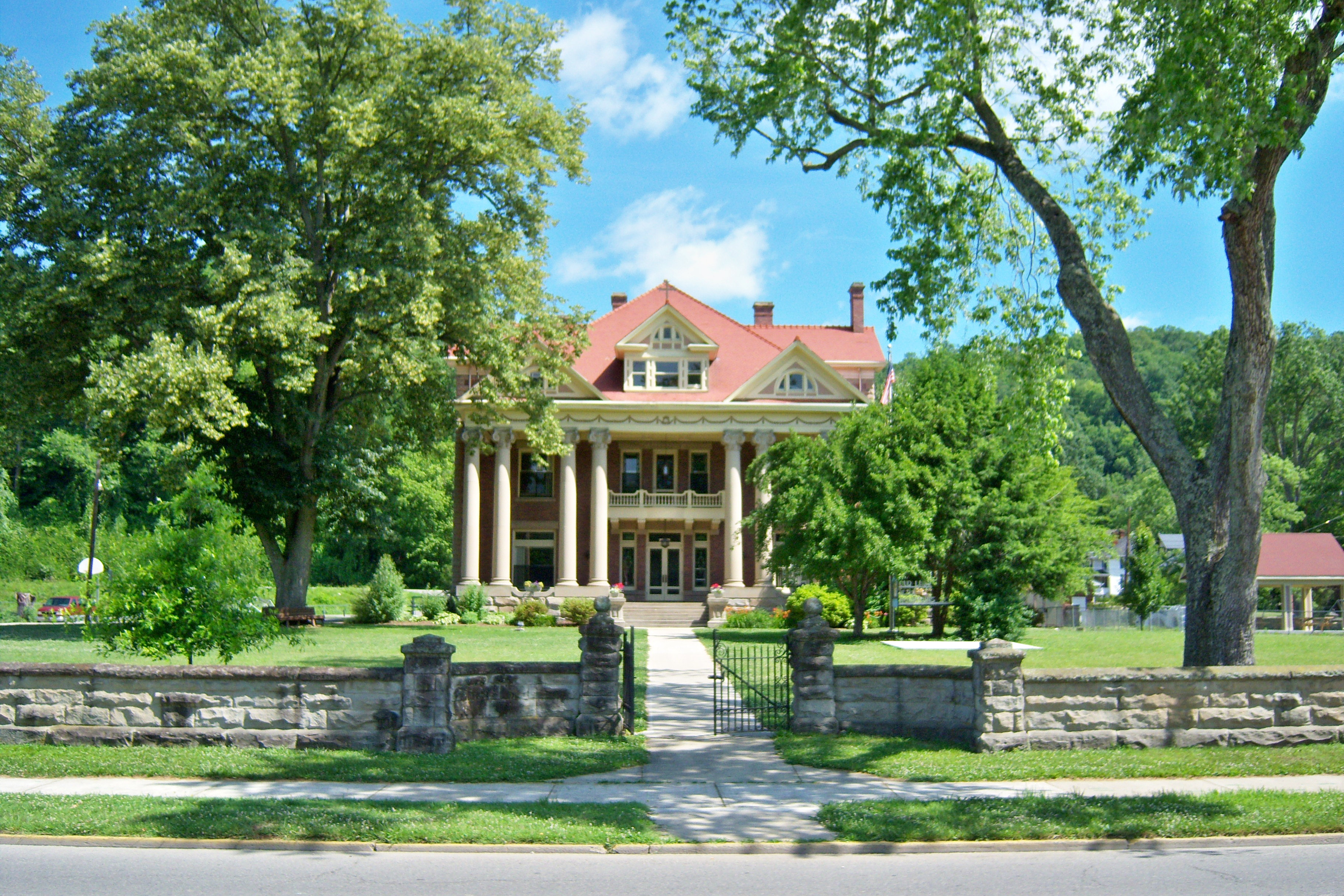
Mayo Mansion
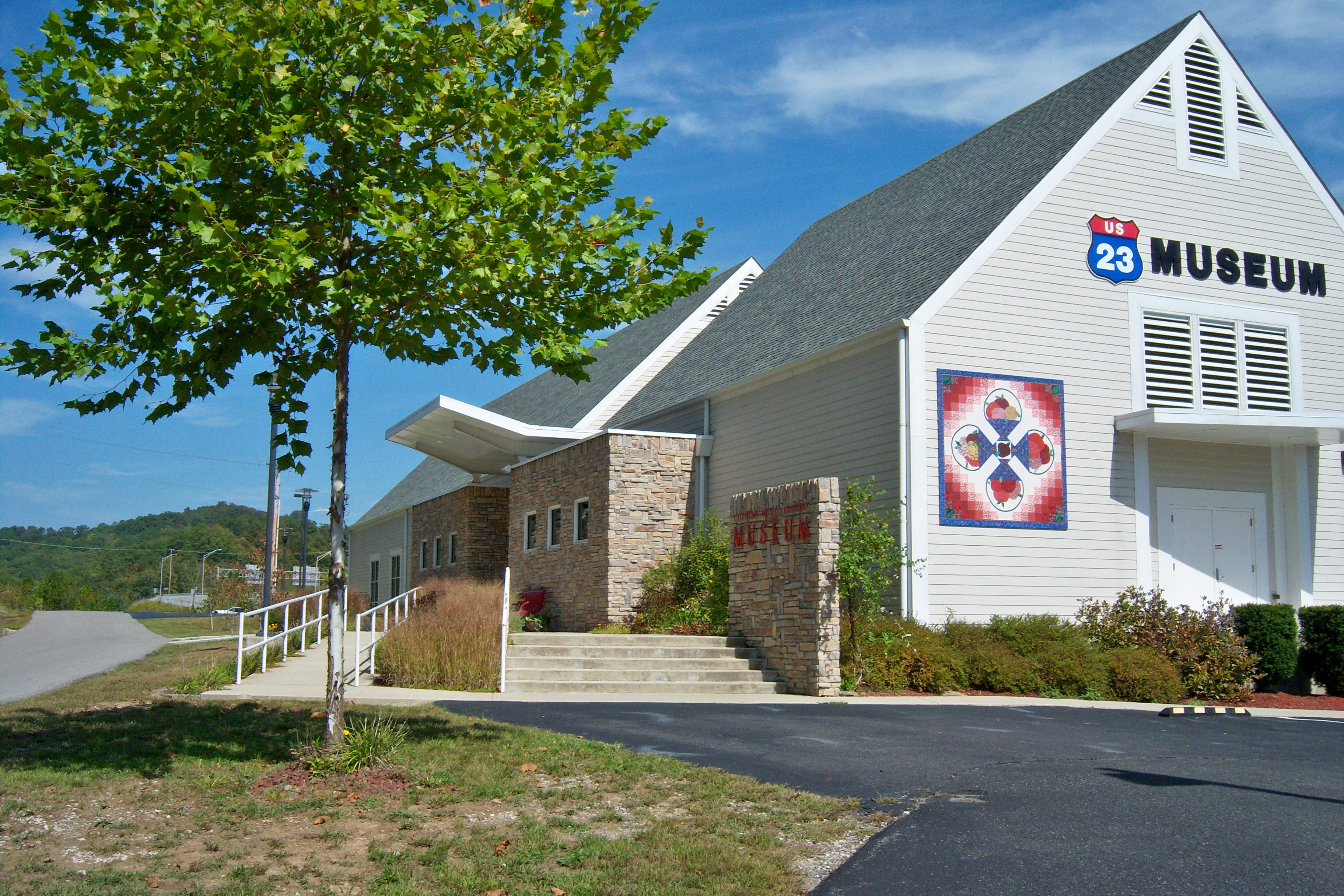
US 23 Country Music Highway Museum

## Personer från Paintsville
- Jim Ford
- Crystal Gayle
- Loretta Lynn